# Ferran Ariño i Barberà
Ferran Ariño i Barberà (Barcelona, 23 de febrer de 1930 — l'Ametlla del Vallès, 19 de març de 2014) fou un economista, empresari i polític català. Fou candidat a la presidència del Futbol Club Barcelona el 1978 i diputat per CiU al Parlament de Catalunya.

## Trajectòria
Estudià Peritatge mercantil, empresarials i sociologia. Va exercir càrrecs directius en empreses d'alimentació, farmacèutiques i editorials. Va ser conseller de la Caixa de Barcelona i del diari Avui, coordinador de la revista Oriflama i va escriure articles a Catalunya Exprés. També fou director general de l'empresa que impulsà la Gran Enciclopèdia Catalana i fou vocal de la junta de l'Associació d'Editors en Llengua Catalana.
President de l'Acció Catòlica Independent, va tenir un paper important en la fundació de Convergència Democràtica de Catalunya el 1976 i participà en les campanyes Català al carrer i Català a l'escola. Alhora, vinculat a la directiva del Futbol Club Barcelona des de 1972, fou president del Barcelona Atlètic i candidat a la presidència a les primeres eleccions democràtiques al club el 1978, però fou derrotat per Josep Lluís Núñez.
El 1985 va substituir en el seu escó Joan Vallvé i Ribera, elegit diputat a les eleccions al Parlament de Catalunya de 1984. De 1987 a 1988 fou Secretari de la Comissió de Política Cultural i de la Comissió per al Seguiment dels Jocs Olímpics de 1992. De 2000 a 2004 fou president de la Federació d'Associacions de la Tercera Edat de Catalunya (FATEC).